# Rylowa
Rylowa – wieś w Polsce położona w województwie małopolskim, w powiecie brzeskim, w gminie Szczurowa.
W latach 1975–1998 miejscowość administracyjnie należała do województwa tarnowskiego. Integralna części miejscowości: Na Błoniu.